# Sint-Martinuskerk (Sint-Martens-Latem)

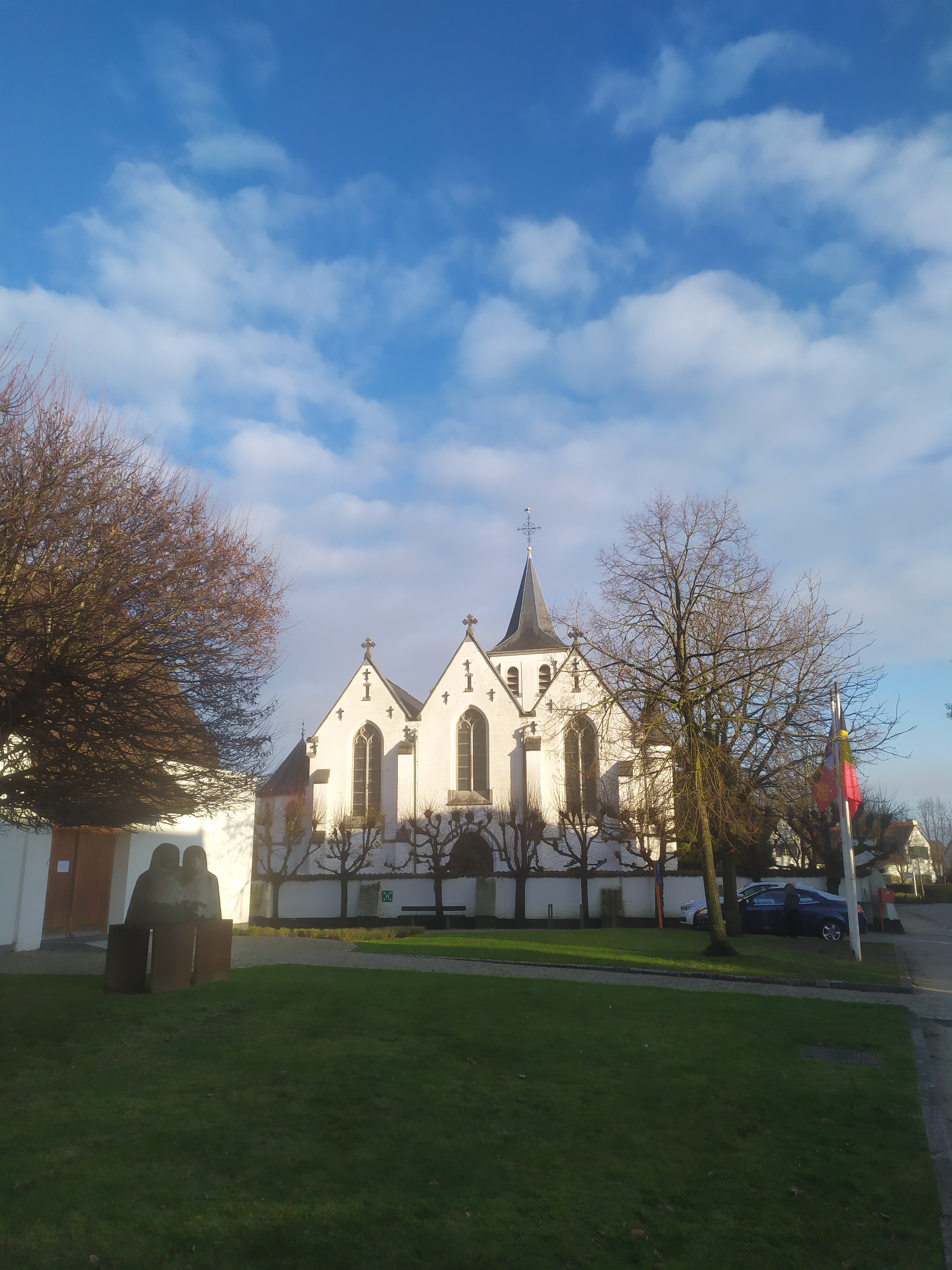
Sint-Martinuskerk van Sint-Martens-Latem

De Sint-Martinuskerk is de parochiekerk van de gemeente Sint-Martens-Latem

## Geschiedenis
De kerk werd al voor het eerst vermeld in 1121, toen nog onder het patronaat van de Sint-Baafsabdij in Gent.